# Слэб-Сити
Слэб-Сити (англ. Slab City) — самоуправляемая коммуна сквоттеров и хиппи, расположенная в округе Империал американского штата Калифорния, в пустыне Сонора. Постоянное население города составляет около 200 человек.

## История города
Во время Второй мировой войны и до 1950-х годов на месте нынешнего Слэб-Сити располагалась база солдат Морской пехоты США, ныне превратившаяся в руины.
Начиная с конца 1980-х годов в бывших армейских казармах стали самовольно селиться бедняки, бездомные и представители хиппи - движения.
На данный момент в коммуне проживает примерно 200 человек.
Главой поселения до 2014 года являлся христианский проповедник Леонард Найт.

## География
Город расположен в пустыне Сонора, в нескольких километрах от границы с Мексикой. В Слэб-Сити отсутствуют водопровод и постоянная электроэнергия, местные жители пользуются генераторами и ветряными мельницами.
Также в городе нет системы канализации.
Помимо этого в городе нет магазинов, вследствие чего жители Слэб-Сити ездят за товарами первой необходимости в соседний город Ниланд, находящийся в 7 километрах от их места жительства.

## Культура
Слэб-Сити широко известен как место проведения самых различных арт - фестивалей и выставок современного искусства.
Рядом с городом находится популярная среди туристов инсталляция «Гора спасения», автором которой выступил один из основателей Слэб-Сити Леонард Найт (1931-2014 гг.). Также в городе ежегодно проводится музыкальный концерт на открытом воздухе.
Помимо прочего в Слэб-Сити организована городская библиотека.

## Инфраструктура
В Слэб-Сити построено несколько хостелов для проживания туристов.
Помимо этого в городе имеется несколько кафе и закусочных.
В 2019-2020 годах, ввиду начала пандемии COVID-19 и связанного с этим оттока путешественников, экономике поселения был нанесен ощутимый урон.

## Преступность
Одной из главных проблем города является распространение запрещенных веществ, прежде всего, метамфетамина. В 2015 году газета «The New York Times» написала о том, что в городе также нередко происходят кражи со взломом.
В 2019 году представители правоохранительных органов провели спецоперацию по задержанию четверых наркодилеров, скрывшихся на территории Слэб-Сити.